# Mike Espy
Mike Espy, właśc. Alphonso Michael Espy (ur. 30 listopada 1953 w Yazoo City, Missisipi) – amerykański polityk, członek Partii Demokratycznej. Od 1987 do 1993 był Kongresmenem Stanów Zjednoczonych z Missisipi, a od 22 stycznia 1993 do 31 grudnia 1994 Sekretarzem Rolnictwa Stanów Zjednoczonych w gabinecie Billa Clintona.

## Młodość
Michael Espy urodził się 30 listopada 1953 w Yazoo City w stanie Missisipi. Espy wraz z bliźniakiem, Altheą Michelle byli najmłodsi spośród siedmiorga dzieci ojca Henry’ego Espy oraz matki Willie Espy (z domu Huddelston). Pomimo iż miasto Yazoo City położone było w ubogiej części delty rzeki Missisipi, Espy dorastał w zamożnej rodzinie. Ojciec Michaela, Henry Espy służył jako doradca do spraw rolnictwa w Departamencie Rolnictwa USA w latach 1930. W późniejszych latach, Espy dołączył do swojego ojca, pomagając mu w prowadzeniu domu pogrzebowego. Dziadek Michaela, T. J. Huddleston, Sr. założył sieć domów opieki i zbudował pierwszy szpital dla ludzi czarnoskórych w roku 1921. Jego dziadek był popularny w okolicy, posiadał też duży majątek, będąc jednym z bogatszych ludzi na Południu. Espy uczęszczał do miejscowej szkoły parafialnej przez dwa pierwsze lata liceum. Po zamknięciu szkoły w 1969 roku, przeniósł się do Liceum w Yazoo City. Espy był jedynym czarnoskórym uczniem w liceum, a do samoobrony używał kija, gdyż był dyskryminowany przez innych studentów ze względu na kolor skóry. Rok później, w 1970 Espy został wybrany na przewodniczącego związku dla czarnoskórych w swoim ostatnim roku nauki.
Po ukończeniu ostatniego roku w liceum w Yazoo, Epsy zaczął studiować nauki polityczne na Howard University w Waszyngtonie w roku 1975. W 1978 roku zdobył tytuł naukowy absolwenta wydziału prawa na Uniwersytecie w Prawa w Santa Clara, a następnie powrócił do Missisipi, gdzie studiował prawo.

## Kariera polityczna
Od 1978 do 1980 Epsy był pierwszym czarnoskórym asystentem sekretarza stanu, zarządzał oddziałem centralnym w Missisipi, zajmując się usługami prawnymi. Przez następne cztery lata pracował jako asystent sekretarza stanu do podziału gruntów publicznych. Od 1984 do 1985 był asystentem prokuratora generalnego stanu, działał na rzecz ochrony konsumentów. Epsy również zwrócił na siebie uwagę Partii Demokratycznej, gdy zasiadał w komisji podczas Konwencji Krajowej Partii Demokratycznej w roku 1984.
Od 22 stycznia 1993 do 31 grudnia 1994 sprawował urząd Sekretarza Rolnictwa Stanów Zjednoczonych w gabinecie Billa Clintona. Jego następcą został Daniel Glickman, który objął urząd 30 marca 1995 aż do końca prezydentury Clintona.

## Życie prywatne
W 1978 poślubił Sheilę Bell, z którą miał później dwójkę dzieci: Jamilię oraz Michaela. Espy rozwiódł się ze swoją żoną Sheilą Bell w roku 1998, a w 1999 poślubił Portię Ballard, z którą miał później jedno dziecko: Michaela Iana Espy.